# Giacomo Bulgarelli
Giacomo Bulgarelli (Portonovo di Medicina, 1940. október 24. – Bologna, 2009, február 12.) Európa-bajnok olasz labdarúgó, középpályás.

## Pályafutása

### Klubcsapatban
A Bologna csapatában kezdte a labdarúgást, ahol 1959-ben mutatkozott be az első csapatban. Gyakorlatilag az egész pályafutását a bolognai csapatban töltötte. Tagja volt az 1963–64-es bajnokcsapatnak. 1975-ben az egyesült államokbeli Hartford Bicentennials együtteséhez szerződött, ahol még ebben az évben visszavonult az aktív labdarúgástól.

### A válogatottban
Tagja volt 1960-as római olimpián részt vevő válogatottnak, amellyel negyedik helyezést ért el. 1962 és 1967 között 29 alkalommal szerepelt az olasz válogatottban és hét gólt szerzett. Két világbajnokságon vett részt (1962, Chile, 1966, Anglia). 1968-ban Európa-bajnok lett a válogatottal, de mérkőzésen nem szerepelt.

## Sikerei, díjai
Olaszország
- Olimpiai játékok
  - 4.: 1960, Róma
- Európa-bajnokság
  - aranyérmes: 1968, Olaszország

 Bologna
- Olasz bajnokság (Serie A)
  - bajnok: 1963–64